# Tras el último no va nadie
Tras el último no va nadie es el sexto álbum de la banda española de rock Los Enemigos.
Fue publicado en 1994 y supuso el primer álbum que el grupo realizó para la multinacional RCA tras abandonar el sello GASA.
Es quizá su disco más minusvalorado, de hecho es el único disco de Los Enemigos que está descatalogado. Si los discos anteriores, sobre todo “La vida mata” y “La cuenta atrás” se caracterizaban por su limpieza, en este caso el sonido es más oscuro, desolador por momentos.

## Lista de canciones
1. ¿Por qué yo? - (04:09)
2. No importa - (03:39)
3. Sin hueso - (07:18)
4. El ring - (04:05)
5. La venganza de H.P. Expósito - (04:07)
6. Clonaciones S.A. - (03:20)
7. La carta que no ... - (04:04)
8. Las tornas - (03:58)
9. La espera - (04:27)
10. Nada - (03:09)
11. Sueña (por mí) - (02:58)